# Comuna Iujne, Icinea
Iujne (în ucraineană Южне) este o comună în raionul Icinea, regiunea Cernihiv, Ucraina, formată din satele Iujne (reședința), Lîsohorî și Proletarske.

## Demografie
Componența lingvistică a comunei Iujne
     Ucraineană (98,39%)
     Rusă (1,61%)
Conform recensământului din 2001, majoritatea populației comunei Iujne era vorbitoare de ucraineană (98,39%), existând în minoritate și vorbitori de rusă (1,61%).